# 索村 (上索恩省)
索村（法語：Saulx，法語發音：[so]）是法国上索恩省的一个市镇，属于吕尔区。

## 地理
索村（47°41'43"N, 6°16'45"E）面积15.12 平方千米，位于法国勃艮第-弗朗什-孔泰大區上索恩省，该省份为法国东部内陆省份，北起顺时针与孚日省、贝尔福地区省、杜省、汝拉省、科多尔省和上马恩省接壤。
与索村接壤的市镇（或旧市镇、城区）包括：塞尔维涅、卡尔穆捷、沙特内、沙特努瓦、科隆比耶、科隆博特、热讷夫雷、蒙塞、拉维勒讷沃-贝勒努瓦和拉迈兹。

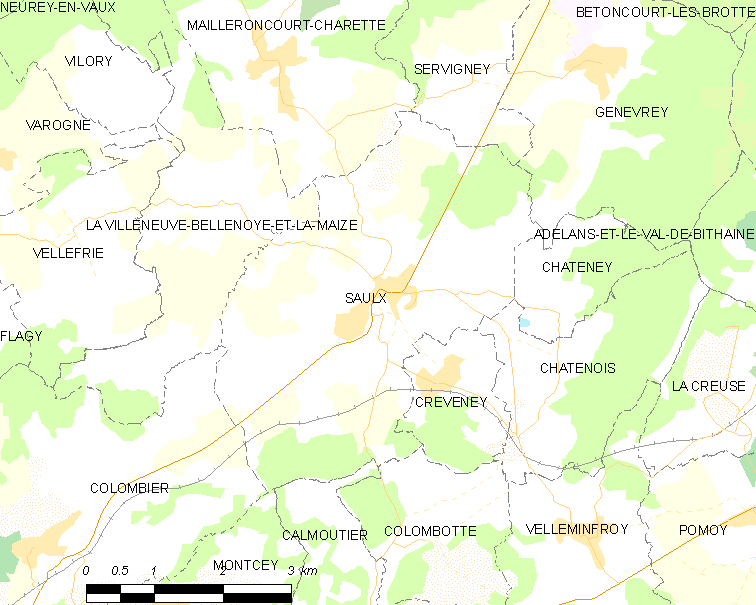
的OSM定位图

索村的时区为UTC+01:00、UTC+02:00（夏令时）。

## 行政
索村的邮政编码为70240，INSEE市镇编码为70478。

## 政治
索村所属的省级选区为吕尔第一县。

## 人口

1962-2008年间人口变化图示

索村于2022年1月1日时的人口数量为875人。